# Luca Cavallo
Luca Cavallo (Rossiglione, 19 maggio 1973) è un dirigente sportivo, allenatore di calcio ed ex calciatore italiano, di ruolo centrocampista.

## Biografia

### Vita privata
Vive a Chiavari e ha un’impresa edile.
Suo figlio Manuel, nato nel 2004 e di ruolo portiere, nel giugno del 2021 debutta in Serie D con la Lavagnese nei minuti finali dell’ultima partita di campionato contro il Fossano. Ha anche una figlia di nome Martina.

## Carriera
Proveniente dalle giovanili del Genoa, ha esordito in Serie A il 18 aprile 1993, nella partita Torino-Genoa, conclusasi sull'1-1.
Dopo due campionati di massima serie con i rossoblu (26 presenze), ha proseguito la carriera prevalentemente in Serie B, categoria nella quale ha totalizzato 287 presenze e 8 reti con le maglie di Perugia, Genoa, Monza, Ternana, Siena, Cagliari e Pescara.
Nella stagione 2002-2003 si aggiudica il campionato cadetto con il Siena, ma non viene confermato nell'annata successiva in massima serie tornando per la terza volta in carriera ad indossare la maglia del Genoa.

## Dopo il ritiro
Nella stagione calcistica 2010-2011 è stato allenatore degli Allievi dell'Entella.
Nel novembre del 2012 diventa responsabile del settore giovanile del Rivasamba, altro club del Levante ligure militante in Eccellenza Liguria. Il 29 ottobre 2013 ne assume la guida della prima squadra in Eccellenza Liguria 2013-2014 ma il 10 marzo 2014 viene esonerato dopo la sconfitta con il Cogoleto.
Dall'estate del 2014 allena il Paniliakos, squadra che milita nella Serie B greca. La squadra è ultima in classifica e il 25 ottobre viene sostituito da Ilias Fyntanis.
Nel luglio 2015 allena la selezione degli svincolati.
In possesso del patentino UEFA A, diventa il responsabile della Polisportiva Golfo del Tigullio di Chiavari e della scuola calcio della Lavagnese; inoltre ha avuto modo di organizzare il Milan e Fiorentina Camp a Bragno e il City Camp di Rossiglione sua città natale. 
Nel luglio del 2020 diventa allenatore del Pro Favara, club dell’Eccellenza siciliana.
La squadra si trova nelle primissime posizioni prima dello stop dovuto al COVID-19 con la successiva scelta di non riprendere l’attività sportiva a marzo.
Il 27 luglio 2021 viene ufficializzato come nuovo allenatore del Sora, club dell’Eccellenza laziale. Il 12 ottobre, dopo la sconfitta sul campo della capolista Vis Sezze e aver raccolto 7 punti in 4 partite viene esonerato.
Nell’estate del 2022 viene scelto come responsabile agonistico del settore giovanile della Sammargheritese e allenatore dell’Under-17.
Nell’estate del 2025 segue Diego Longo come collaboratore al Dila Gori in Georgia.

## Palmarès

### Competizioni nazionali
- Campionato italiano di Serie B: 1

Siena: 2002-2003

### Competizioni internazionali
- Coppa Anglo-Italiana: 1

Genoa: 1995-1996